# 尤爾伊夫卡 (別爾江斯克區)
{{coord|46|56|56|N|36|16|20|E|scale:100000|display=title
尤爾伊夫卡是位於烏克蘭東南部的村莊，由扎波羅熱州别尔江斯克区的科拉里夫卡市鎮負責管轄。該村始建於1861年，面積5.85平方公里，海拔高度84米，2001年人口933，人口密度每平方公里159.5人。